# Oleg Leonidovich Salyukov
Oleg Leonidovich Salyukov (tiếng Nga: Олег Леонидович Салюков; sinh ngày 21 tháng 5 năm 1955) là một đại tướng của Lực lượng Vũ trang Liên bang Nga, Phó Thư ký Hội đồng An ninh Liên bang Nga từ ngày 15 tháng 5 năm 2015, nguyên tư lệnh lực lượng Lục quân Nga từ tháng 5 năm 2014 đến tháng 5 năm 2025.

## Sự nghiệp
- Năm 1977, ông tốt nghiệp Trường Cao đẳng Tăng thiết giáp Ulyanovsk với thành tích xuất sắc.
- Giai đoạn từ năm 1977 tới 1982, ông trải qua các vị trí trung đội trưởng, đại đội trưởng, rồi tiểu đoàn trưởng ở Quân khu Kiev.
- Năm 1985, tốt nghiệp Học viện Quân sự Thiết giáp Malinovsky với bằng xuất sắc.
- Từ năm 1985 đến 1994, ông là trung đoàn phó, rồi trung đoàn trưởng một trung đoàn huấn luyện thiết giáp. Về sau, ông là Phó Sư đoàn trưởng của một sư đoàn tăng cận vệ thuộc Quân khu Moskva.
- Từ năm 1994 tới 1997, ông làm Sư đoàn trưởng sư đoàn cơ động Cận vệ 81. Sau đó là Tham mưu trưởng và Tư lệnh quân đoàn 35. Cuối giai đoạn này, ông là Phó Tư lệnh Quân khu Viễn Đông thuộc Liên bang Nga.
- Năm 1996, ông tốt nghiệp Học viện Quân sự Bộ Tổng Tham mưu Lực lượng Vũ trang Liên bang Nga.
- Từ năm 2005 đến 2008, ông là Tham mưu trưởng - Phó Tư lệnh thứ nhất của Quân khu Viễn Đông.
- Từ năm 2008 đến 2010, ông là Tư lệnh quân khu Viễn Đông.
- Từ năm 2010 đến 2014, ông trở thành Phó Tổng Tham mưu trưởng Lực lượng Vũ trang Liên bang Nga.
- Từ tháng 5 năm 2014 đến hiện tại, ông là Tư lệnh Lục quân Nga theo quyết định của Tổng thống Nga. Ông được thăng cấp Đại tướng năm 2019.
- Từ tháng 1 năm 2023 đến tháng 5 năm 2025, ông là Phó Tư lệnh chiến dịch quân sự đặc biệt của Nga tại Ukraina.
- Tháng 5 băm 2025, khi 70 tuổi, ông được miễn nhiệm chức vụ lãnh đạo trong quân đội và chuyển sang công tác tại Hội đồng An ninh Liên bang với vị trí Phó Thư ký.